# Arhopala chamaeleona
Arhopala chamaeleona är en fjärilsart som beskrevs av Bethune-Baker 1903. Arhopala chamaeleona ingår i släktet Arhopala och familjen juvelvingar. Inga underarter finns listade i Catalogue of Life.

## Bildgalleri

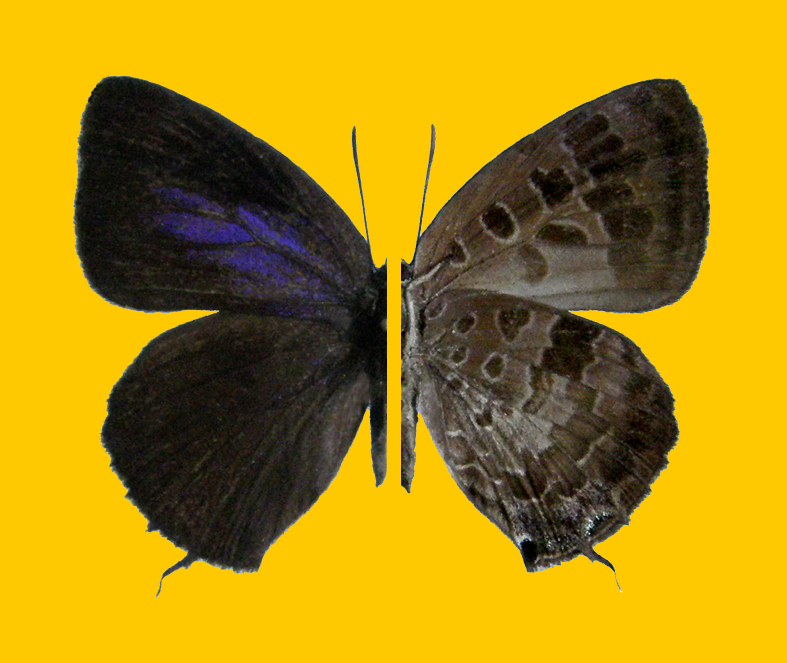
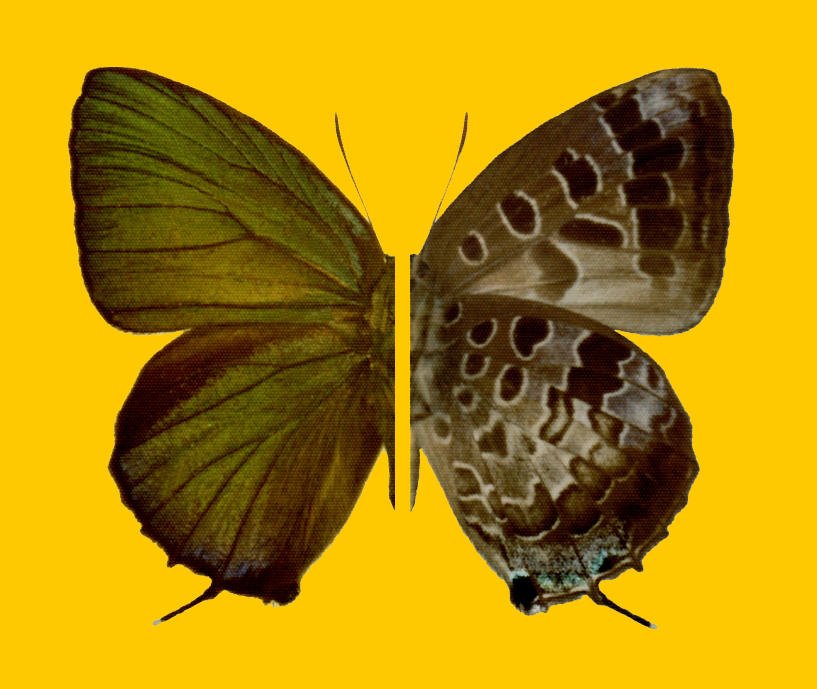
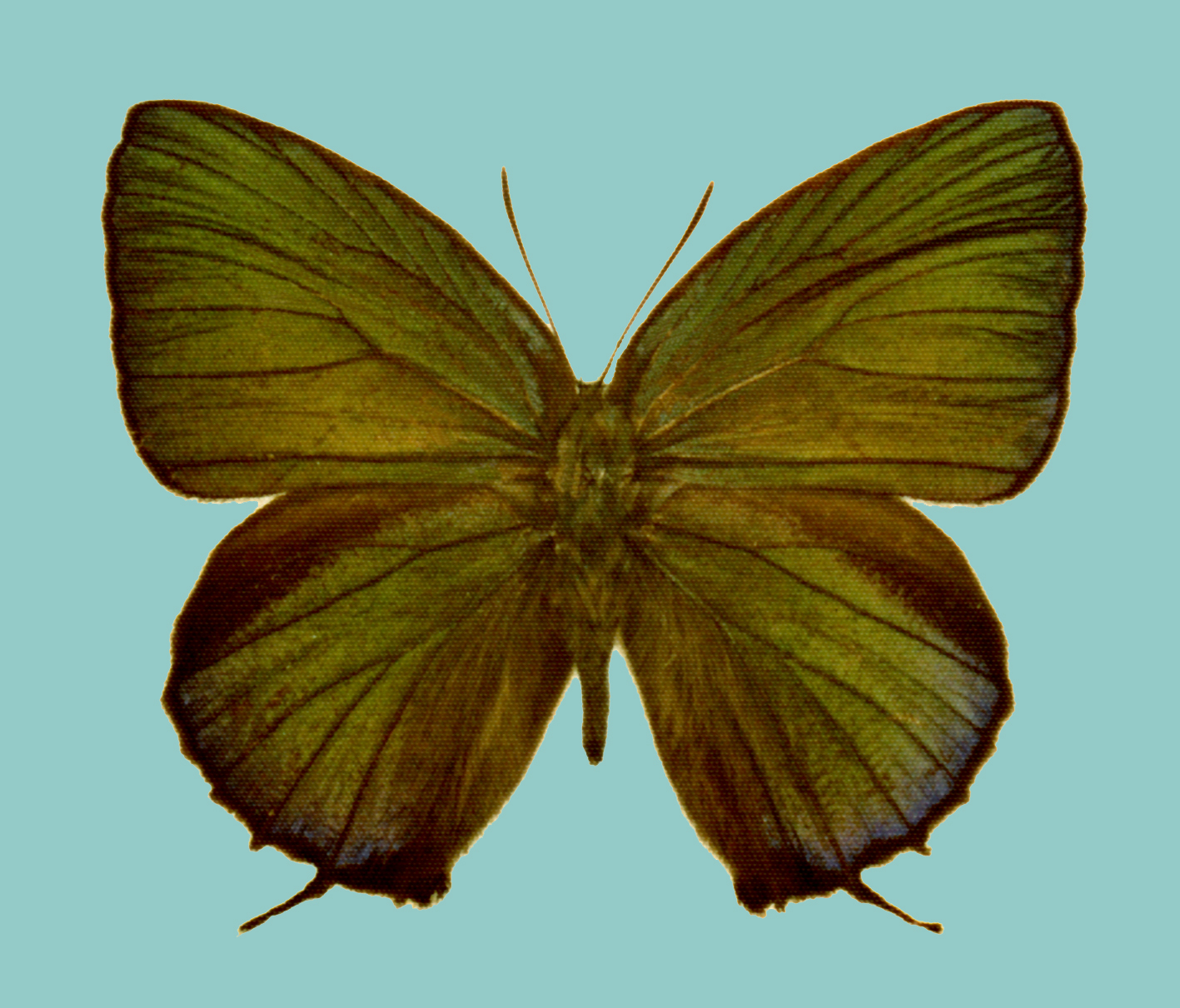
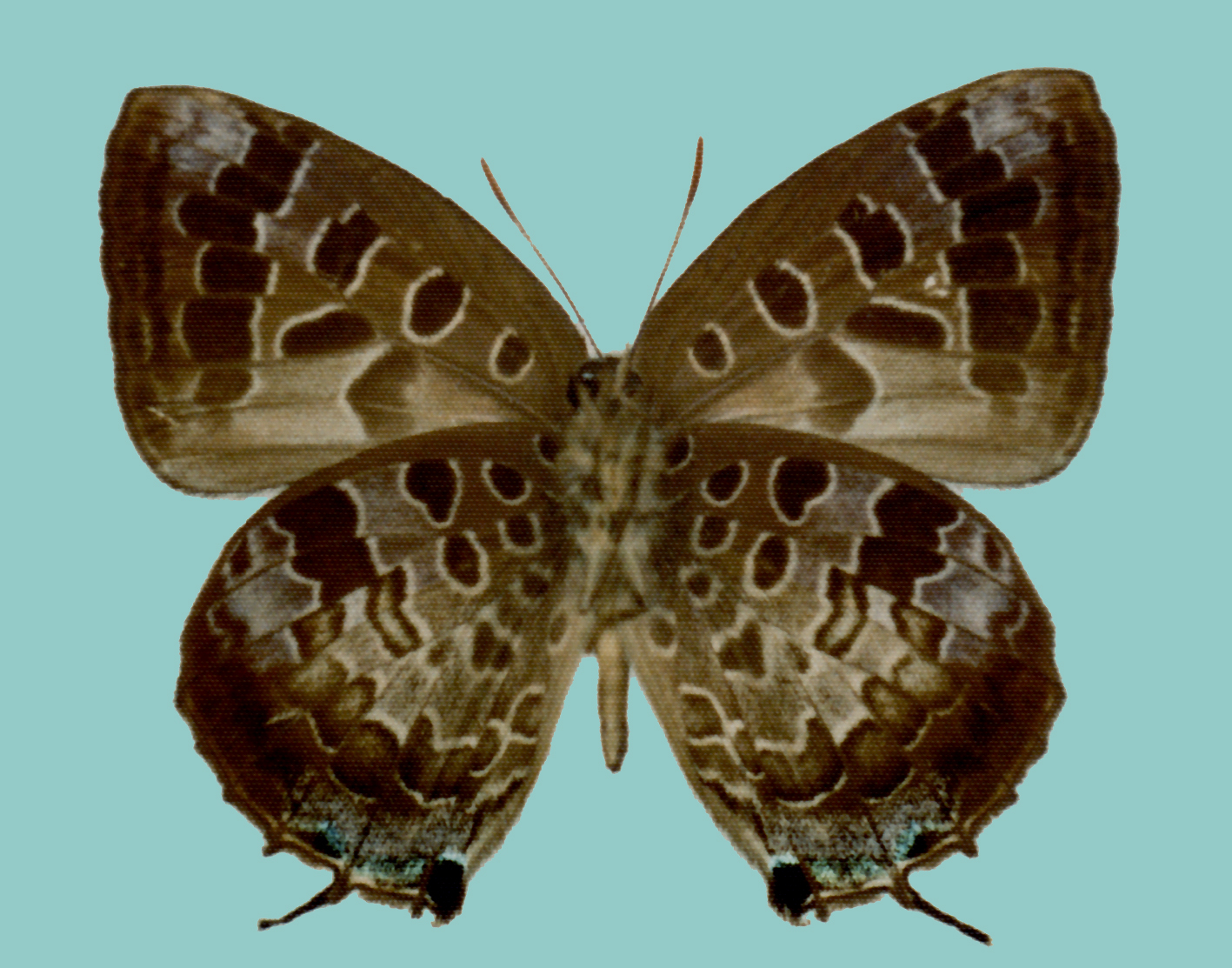
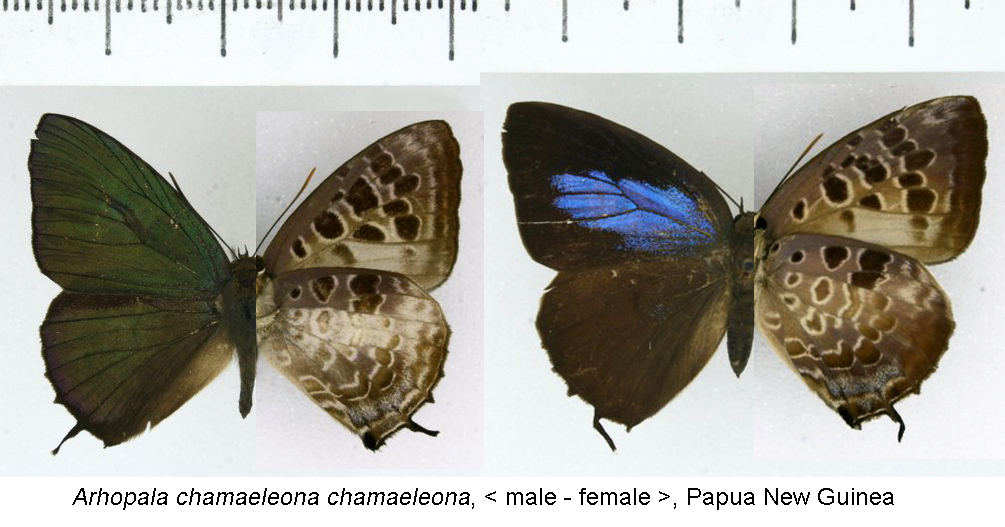
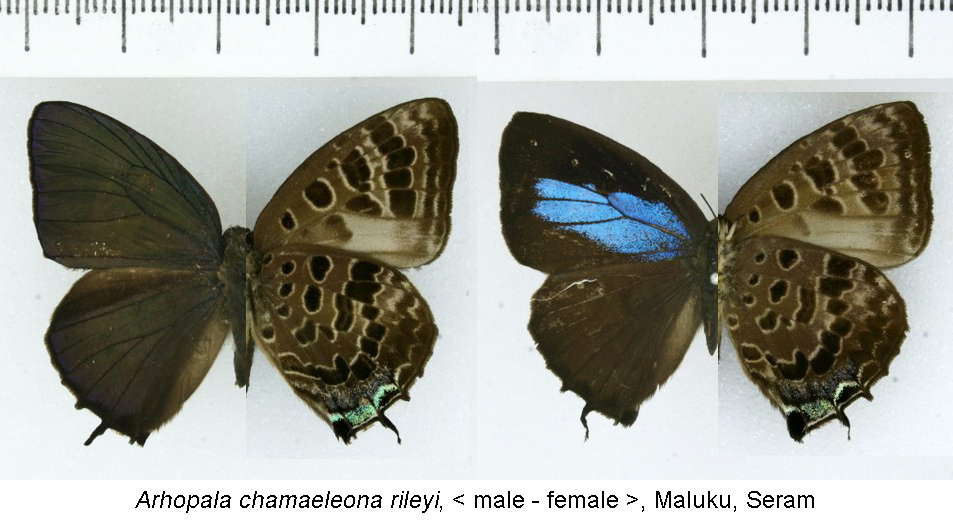